# Áureo Patricio Bonilla Bonilla

Bischofswappen

Áureo Patricio Bonilla Bonilla OFM (* 15. Mai 1968 in Riobamba, Provinz Chimborazo, Ecuador) ist ein ecuadorianischer Ordensgeistlicher und Apostolischer Vikar von Galápagos.

## Leben
Áureo Patricio Bonilla Bonilla trat der Ordensgemeinschaft der Franziskaner bei und legte am 10. Oktober 1993 die ewige Profess ab. Er empfing am 20. Juni 1996 das Sakrament der Priesterweihe.
Am 29. Oktober 2013 ernannte ihn Papst Franziskus zum Titularbischof von Bida und bestellte ihn zum Apostolischen Vikar von Galápagos. Der Apostolische Nuntius in Ecuador, Erzbischof Giacomo Guido Ottonello, spendete ihm am 7. Dezember desselben Jahres die Bischofsweihe; Mitkonsekratoren waren der Erzbischof von Quito, Fausto Gabriel Trávez Trávez OFM, und der emeritierte Apostolische Vikar von Galápagos, Manuel Valarezo Luzuriaga OFM.